# Люторичь
Люторичь (Люторич) — река в России, протекает в Узловском районе Тульской области. Правый приток реки Дона.

## География
Река Люторичь берёт начало у деревни Верховье-Люторичи. Течёт на восток. Устье реки находится у села Люторичи в 1848 км по правому берегу реки Дон. Длина реки составляет 25 км, площадь водосборного бассейна 157 км².
На реке образовано несколько прудов. Наиболее крупный левый приток — река Черемуха.

## Данные водного реестра
По данным государственного водного реестра России относится к Донскому бассейновому округу, водохозяйственный участок реки — Дон от истока до города Задонск, без рек Красивая Меча и Сосна, речной подбассейн реки — бассейны притоков Дона до впадения Хопра. Речной бассейн реки — Дон (российская часть бассейна).
Код объекта в государственном водном реестре — 05010100312107000000168.